# Foster's Home for Imaginary Friends
Foster's Home for Imaginary Friends (conocida en Hispanoamérica como Mansión Foster para amigos imaginarios y en España como Foster, la casa de los amigos imaginarios) es una serie de animación creada por Craig McCracken y transmitida originalmente por Cartoon Network. Los episodios ocurren en un inmenso orfanato con estilo victoriano al que los amigos imaginarios se van a vivir cuando ya no pueden pertenecer a sus creadores. Ahí se muda Bloo, cuyo dueño, el pequeño Mac, lo visita diariamente y se relaciona con los demás habitantes del lugar. El reparto principal está conformado por Keith Ferguson, Sean Marquette, Phil LaMarr, Tom Kenny, Grey DeLisle, Candi Milo y Tom Kane, quienes le dan voz tanto a personajes humanos como de naturaleza fantástica.
Realizada en Estados Unidos e Irlanda con tres programas de la empresa Adobe —Illustrator, Macromedia Flash y After Effects—, Foster's se estrenó el 13 de agosto de 2004 con un episodio de noventa minutos, titulado «House of Bloo's». Su concepto inicial, surgido durante unas vacaciones que McCracken tomó luego de dirigir varias temporadas de The Powerpuff Girls, ya incorporaba a un grupo de personajes diversos, mientras que la idea de reunirlos en un orfanato y darles distintos trasfondos provino de haber adoptado dos perros en un refugio para animales. Con 79 episodios emitidos hasta 2009 (incluido un final, «Goodbye to Bloo»), la serie mantuvo altos índices de audiencia y se hizo acreedora a siete premios Emmy, incluyendo dos por los telefilmes Good Wilt Hunting (al mejor diseño de fondos) y Destination: Imagination (como programación animada destacada de una hora o más).
Su popularidad derivó en la producción de múltiples mercancías, tales como ropa, muñecos, historietas y videojuegos. Además, una réplica de la mansión recorrió el Desfile del día de Acción de Gracias de Macy's desde 2006 hasta 2008. Según la reseña del diario La Nación, en Foster's se rescatan «los valores de la amistad [y de] ser diferente», mientras que los editores del portal IGN la han catalogado como una de las cien mejores series animadas. No obstante, en los medios también se ha criticado la personalidad «fastidiosa» de los personajes y los supuestos «mensajes confusos» que el programa emite.
En julio de 2022, McCracken emprendió el desarrollo de una versión para audiencias preescolares que quedó designada a Hanna-Barbera Studios Europe. Su producción inició a mediados de 2024, con el título Foster’s Funtime for Imaginary Friends, y en ella regresarán los personajes de Bloo y Madame Foster, acompañados por nuevos amigos imaginarios.

## Premisa

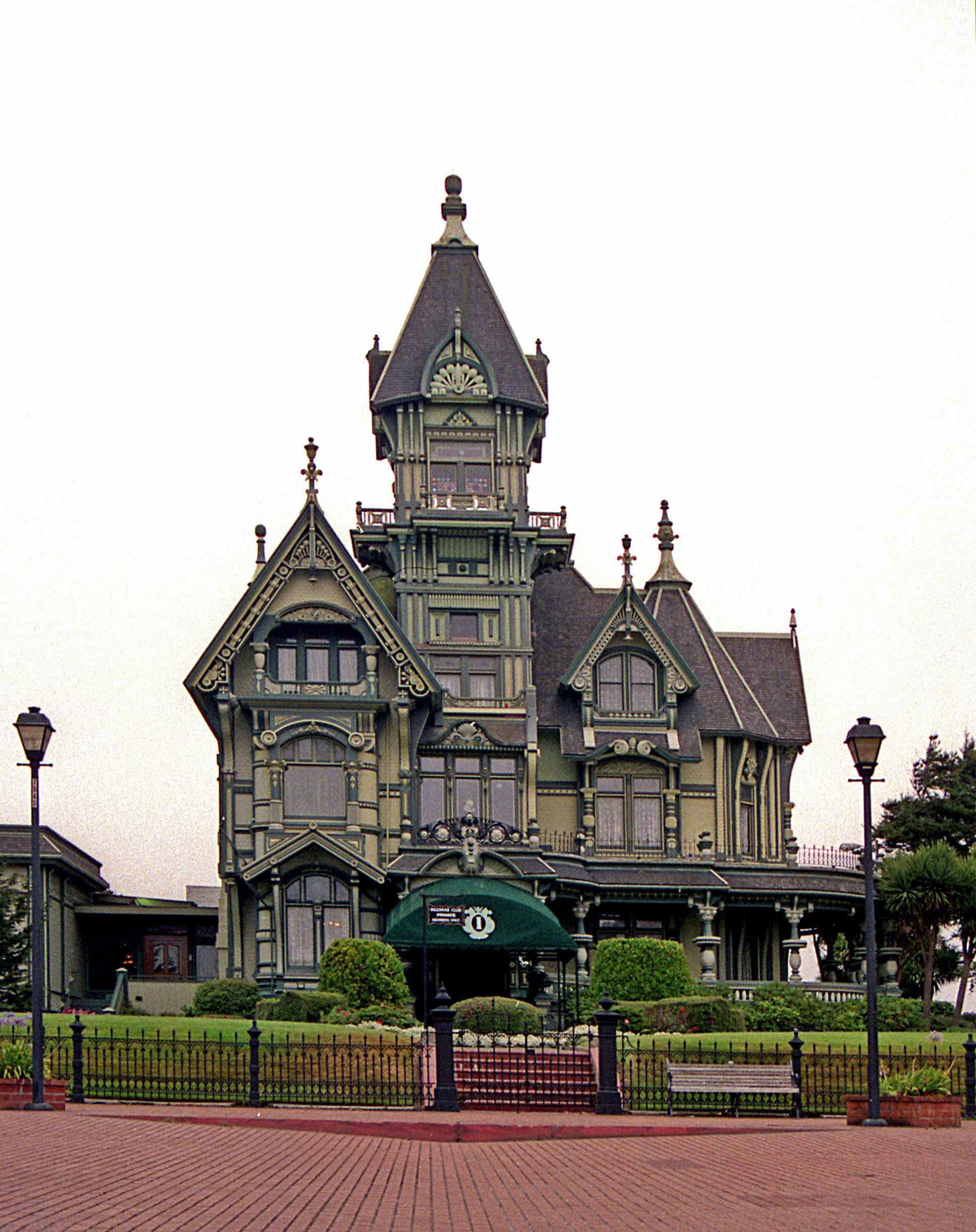
La Mansión Carson, un ejemplo de arquitectura victoriana.

La serie ocurre en un mundo donde los amigos imaginarios de la infancia poseen forma física y coexisten con los humanos. Una vez que los niños se desarrollan lo suficiente para superarlos o se ven obligados a prescindir de ellos, estos seres (en sí, manifestaciones de lo que desea el pequeño) se trasladan al gran orfanato de Foster (o bien, Foster's Home), donde moran en conjunto hasta que otros infantes deciden adoptarlos. La fundadora y matriarca Madame Foster dirige el recinto con la ayuda de su antiguo amigo imaginario, el conejo Mr. Herriman —quien se desempeña como gerente comercial y estricta figura de autoridad—, y su joven nieta, Frankie —la encargada de distintos quehaceres dentro de la mansión—.
En el primer episodio, la madre del pequeño Mac lo presiona para que abandone a su amigo imaginario, Bloo, porque cree que ya es demasiado mayor para tenerlo. Además, los enfrentamientos del dúo contra el hijo mayor, Terrence, siempre causan destrucción dentro del hogar. Bloo ve un anuncio en la televisión sobre el orfanato de Foster y se lo presenta a su creador como la solución ideal a su posible separación. Al llegar ahí descubren que, si fuese un residente, Bloo estaría disponible para que otro niño lo adopte, por lo cual Mac habla con los encargados para acordar que su amigo esté protegido de cualquier persona interesada en él, siempre que el dueño original continúe visitándolo diariamente. Desde entonces, el niño siempre va al lugar justo al salir de la escuela con tal de mantener el vínculo con su dispar creación.
Con historias de veintidós minutos, Foster's Home for Imaginary Friends se centra en las aventuras y dilemas de Bloo, Mac y la variedad de personajes excéntricos y coloridos que habitan el gigante orfanato, entre los cuales destacan el tímido Eduardo, el gentil Wilt y la insólita Coco. Cuando no se limitan al entorno de la mansión, visitan lugares como el centro comercial o el salón de bolos, y ocasionalmente se presentan nuevos amigos imaginarios que originan alguna dificultad para los demás residentes. Mac a veces lidia con su abusivo hermano mayor y Bloo toma acciones egoístas o irresponsables que lo contrastan con la personalidad juiciosa de su creador. Según el escritor David Perlmutter, la serie también muestra «los subproductos de una búsqueda infantil realista: la concepción de amigos imaginarios para complementar o suplantar a los del mundo real». Craig McCracken afirmó que Bloo representa la parte temeraria de Mac, pero necesita de él para poder comportarse, de modo que juntos casi constituyen un mismo personaje y logran un balance entre sí. Asimismo, «Eduardo es el protector, Coco es quien te hace compañía [... y] Wilt es el sujeto con quien te diviertes y haces deporte».

## Personajes

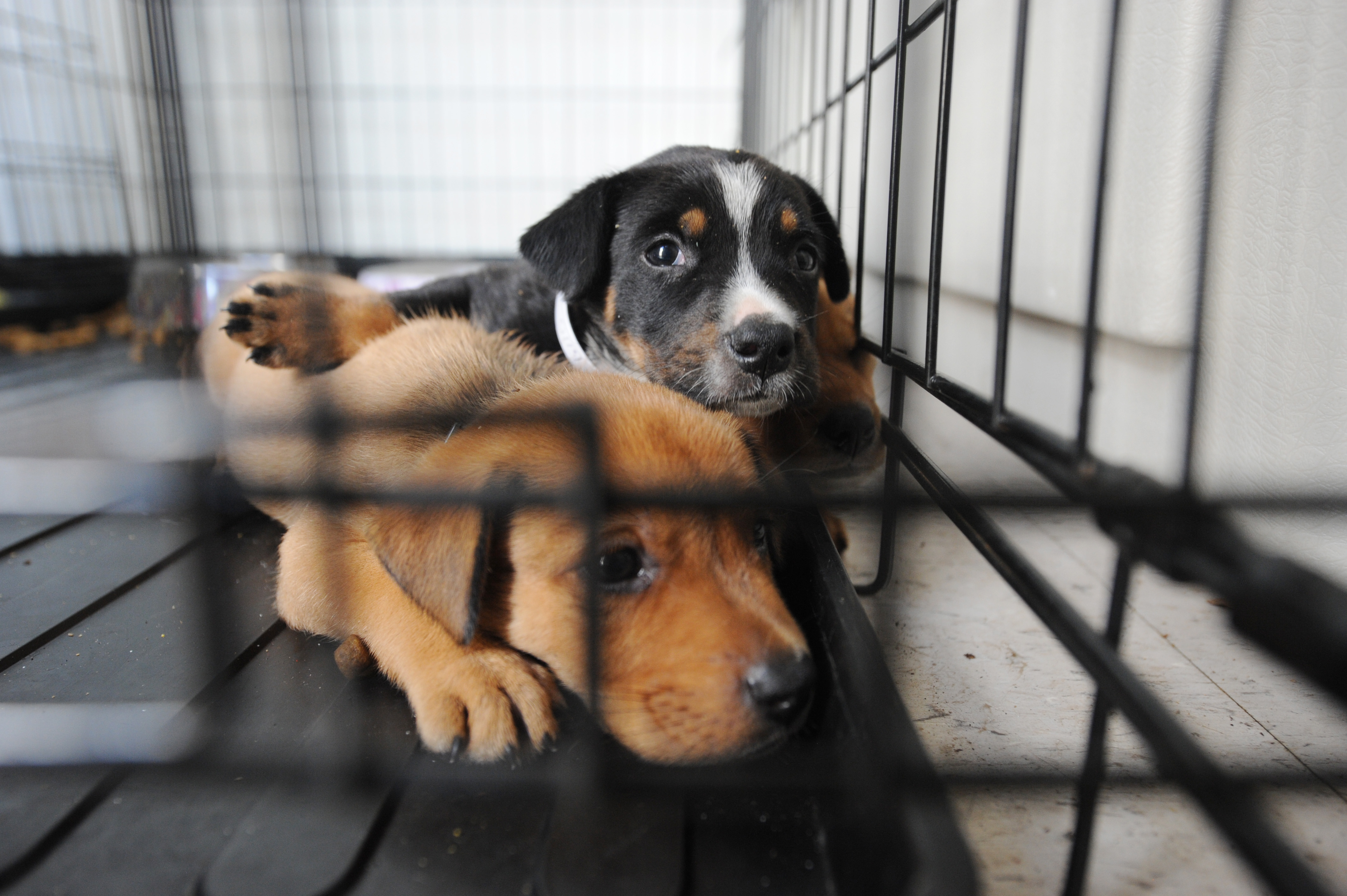
Según McCracken, «las personalidades de los personajes centrales se basan en los arquetipos que puedes encontrar en un refugio para perros».

- Mac es un niño inteligente y creativo de ocho años.[24] Es el artífice de Bloo y pasa una gran parte de sus días involucrándose en sus travesuras dentro y fuera de Foster's, de modo que también evita el maltrato de su hermano mayor en casa.[24] Su manera de hablar denota que posee un amplio conocimiento sobre los otros amigos imaginarios que habitan la mansión.[33]

- Blooregard Q. Kazoo, o simplemente Bloo, es el amigo imaginario de Mac; a menudo egoísta, rebelde, inquieto, arrogante o en busca de atención.[34] No obstante, puede cambiar su actitud en lealtad a su creador —quien se torna capaz de criticar su comportamiento— y gran parte de la serie se concentra en él.[29][34] Su cuerpo humanoide completamente azul es comparable con la de un guante de cocina o un fantasma del videojuego Pac-Man.[26][34]

- Frances «Frankie» Foster, de veintidós años, es la nieta de Madame Foster y como una hermana mayor para los amigos imaginarios.[24][35] Cumple todo tipo de quehaceres dentro del orfanato y muestra su temple autoritario cuando no actúa en complicidad con las criaturas.[24][29]

- Wilt es un amigo imaginario alto, rojo, generoso, optimista y colaborador. Surgió de un niño apasionado por el baloncesto y su complexión resultó ideal para que fuese hábil en ese deporte. Sin embargo, perdió su brazo izquierdo durante una accidentada partida y uno de sus ojos quedó torcido, lo que le hizo perder confianza en sus habilidades y abandonar su seno original.[2][36]

- Eduardo es un amigo imaginario que puede resultar amenazante a primera vista, con su monstruoso tamaño, afilados colmillos y espesos cuernos, pero en realidad es amistoso y capaz de vencer sus miedos con tal de defender a quienes estima.[24][25] Es en parte hispanohablante en los diálogos originales, mientras que en las versiones en español habla parcialmente en inglés.[2][27]
- Coco tiene una estructura confusa, con su cabeza de palmera, cuerpo en forma de avión y demás detalles que la vinculan a alguna especie de ave.[4][24][27] Esta amiga imaginaria se comunica espetando su nombre repetidamente y puede poner huevos coloridos que contienen todo tipo de objetos.[24][29]

- Madame Foster es la matriarca y fundadora del orfanato; una ancianita que conserva su espíritu jovial y ama a los seres a quienes les ha brindado este segundo hogar.[24][37]

- Mr. Herriman es el amigo imaginario de Madame Foster; un conejo de personalidad estricta y perfeccionista que viste con sombrero de copa y monóculo,[2][24] lo que indica que proviene de algún período antiguo.[28] Maneja los asuntos financieros de la mansión y todas las regulaciones convenientes al orden de ahí, hasta el grado de querer imponerle disciplina y modales a los habitantes.[23][24][38]

- Terrence, de trece años, es el hermano mayor de Mac.[23] Aunque tiene la fuerza suficiente para someter al pequeño, no siempre se lleva la victoria, pues además carece de intelecto.[25][27]
- Duchess es otra amiga imaginaria que reside en la mansión; de actitud detestable, ególatra y demandante. Su aspecto es reminiscente del cubismo presente en algunas pinturas de Pablo Picasso.[23][25][29]

- Cheese interviene como personaje recurrente desde la segunda temporada. Creado por la vecina de Mac, Louise, se comporta de manera imprudente, excéntrica y desesperante.[29][39] Dos de sus rasgos más resaltantes son las aleatoriedades al hablar y su gusto por la leche chocolatada.[32][40]

- Goo es una niña colorida y habladora que en su primer episodio crea amigos imaginarios descontroladamente.[41] Desde la tercera temporada se convierte en otra compañera de aventuras.[42][43]

## Producción

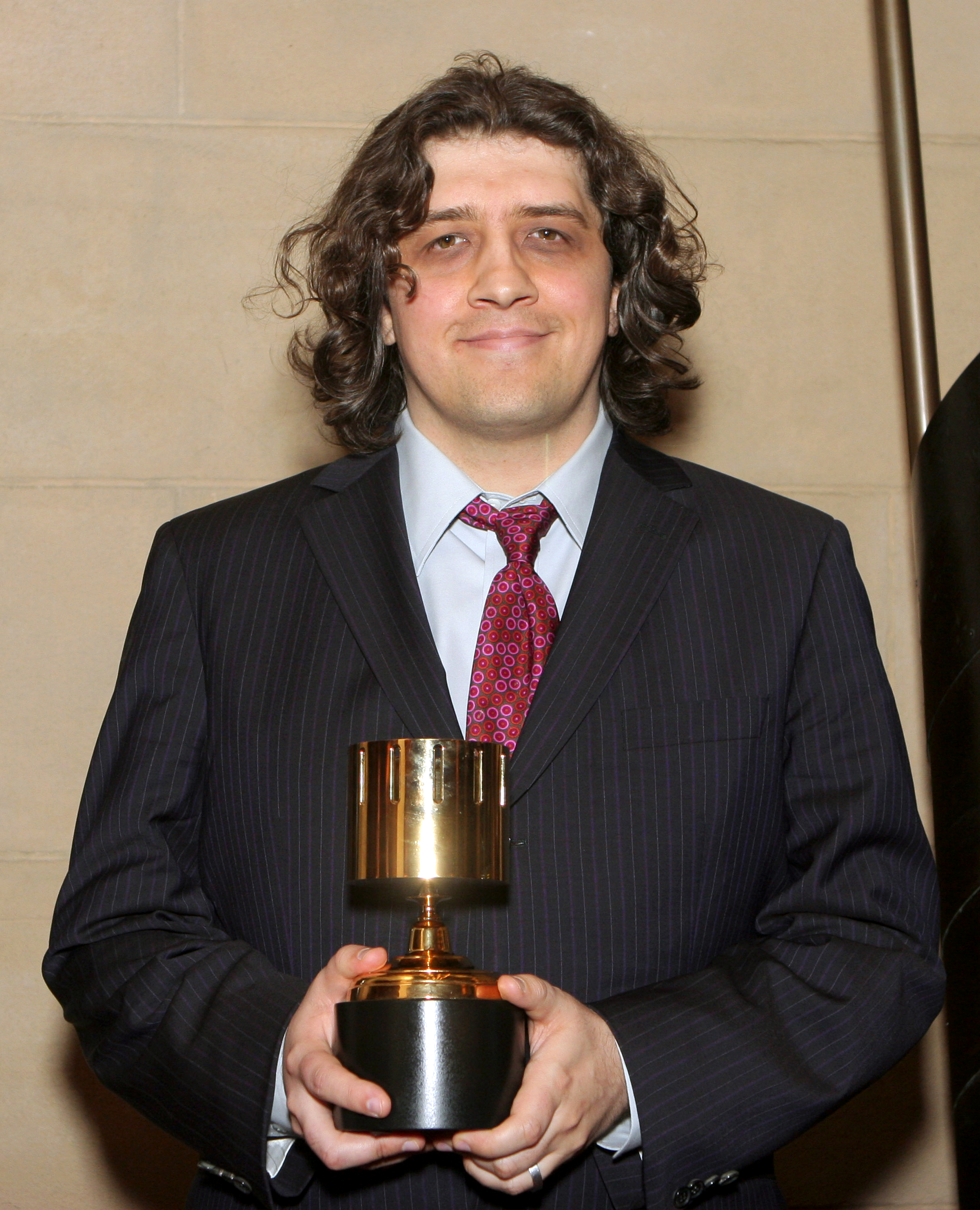
Craig McCracken fotografiado en 2007 con el premio Annie a la mejor producción animada de televisión que obtuvo Foster's Home for Imaginary Friends.

Antes de Foster's, Craig McCracken había creado The Powerpuff Girls, una serie sobre superheroínas que en 2004 le constituía una franquicia de millones de dólares a Cartoon Network. Luego de dirigir su precuela cinematográfica, The Powerpuff Girls Movie, tuvo la oportunidad de crear otro dibujo animado para el mismo canal. Con seis semanas de vacaciones, empezó a trazar ideas al azar con el fin de «desintoxicarse» de aquella última labor, y en algún punto se encontró ante un nuevo conjunto de personajes con características diversas. Su idea original se centraba en el bebé de una joven pareja, quien podía crear amigos imaginarios basados en sus estados de ánimo. Este concepto no tuvo el efecto que McCracken esperaba de Linda Simensky, la jefa del departamento de desarrollo de Cartoon Network, así que volvió a casa y comenzó a hacerle ajustes.
Motivado a reunir a los personajes en un entorno que justificara sus diferencias, McCracken tuvo la idea de convertirlos en amigos imaginarios que vivían en un orfanato. Un factor que influyó en el desarrollo fue que él y su entonces prometida, la también animadora Lauren Faust, habían adoptado dos perros en un refugio para animales. Tras preguntarse cómo había sido la vida de sus mascotas antes de que llegaran a su hogar, McCracken pensó que algo similar podía aplicarse al concepto de los amigos imaginarios: «Ellos tienen esta historia [en la que] un niño los creó con un propósito. Eso definió sus personalidades y ahora llevan una segunda vida en un lugar adoptivo». Además, se dio cuenta de que su verdadero entusiasmo por la idea original radicaba en hacer que personas comunes y amigos imaginarios convivieran en el mundo real. Simensky volvió a recibir la propuesta y de inmediato mostró señales de aprobación.
La experiencia en el refugio ejerció un papel clave para definir distintas personalidades en Foster's —sobre la base de arquetipos como «el perro con tres piernas, el que es demasiado agresivo, el que nunca fue entrenado o el que tiene pedigrí»—, a la par que Mac y Bloo resultaron ser un reflejo de McCracken en distintas etapas de su niñez. El artista no recordaba haber tenido amigos imaginarios propios o «uno que tuviera nombre y una forma que pudiera definir», pero comparó a este tipo de seres con el oficio de animar a sus muchos personajes de caricatura. Faust, con quien finalmente se casó, fue la inspiración parcial para Frankie. En lo referente a la mansión, McCracken quería plasmar visuales que evocaran «aquel período en la psicodelia de los años 1960 en que los diseños victorianos comenzaron a convertirse en imágenes de pósteres alucinantes», lo que resultó en una estética que él mismo denominó como «bubblegum psychedelia». También quería que el programa difiriera de los gráficos con líneas gruesas que había implementado en The Powerpuff Girls, con la cual, en la opinión del autor Giannalberto Bendazzi, había ayudado a definir el estilo de Cartoon Network. Por consecuencia, algunos personajes de Foster's tienen su propio delineado distintivo, y otros, como Wilt o Bloo, carecen de él. Otras fuentes de inspiración que McCracken citó fueron películas como Yellow Submarine o las del estudio Pixar, la serie SpongeBob SquarePants, imágenes diseñadas por el artista Pete Fowler y pósteres varios que adornaban las paredes de su oficina en Los Ángeles.
En otros aspectos, McCracken procuró que el programa fuese «universal para todas las edades», como lo fue The Muppets Show para él y su familia cuando era pequeño. Para lograrlo, intentó no dirigirse a un solo grupo demográfico y que los personajes fuesen lo bastante atractivos como motores de la historia. Es por eso que en la serie se hallan referencias a producciones menos conocidas por los niños, tales como Lost o The Big Lebowski. Según McCracken, mientras que The Powerpuff Girls era más «caricaturezca» e impulsada por bromas no verbales (lo que en inglés se denomina «gag-driven»), Foster's resultó como una «comedia de situación animada» que contiene personajes más complejos, cuyos actos los motiva el contraste que suscita cada uno (o bien, «story-driven»). Aunque se preocupó por tal vez no igualar el éxito de su creación anterior, rápidamente se sintió entusiasta sobre su nuevo conjunto de personajes y el universo que había configurado para ellos. Más aún, señaló las diferencias entre ambas series de la siguiente manera:

Con Powerpuff, los nuevos personajes que presentábamos por lo general tenían que ser villanos [...] siempre debía haber una lucha contra el bien y el mal o se tenía que salvar el día. Realmente no podías explorar la personalidad de un personaje durante once minutos o un simple evento en su vida, [sino que] tenías que incorporar los elementos de lucha contra el crimen. Yo quería un programa en el que no tuviera un concepto que estuviera obligado a abordar en cada episodio.
—McCracken a Los Angeles Times.
Quería también huir de la violencia, de las peleas. Intencionalmente decidimos no tener un villano específico. Claro que tampoco fue de sentirme apenado por lo que hicimos con Las Chicas [The Powerpuff Girls]... y ahora pienso enmendarme. Fue más bien como decir: ya hice suficiente de eso y ahora quiero hacer otra cosa.
—McCracken a Grupo Reforma.

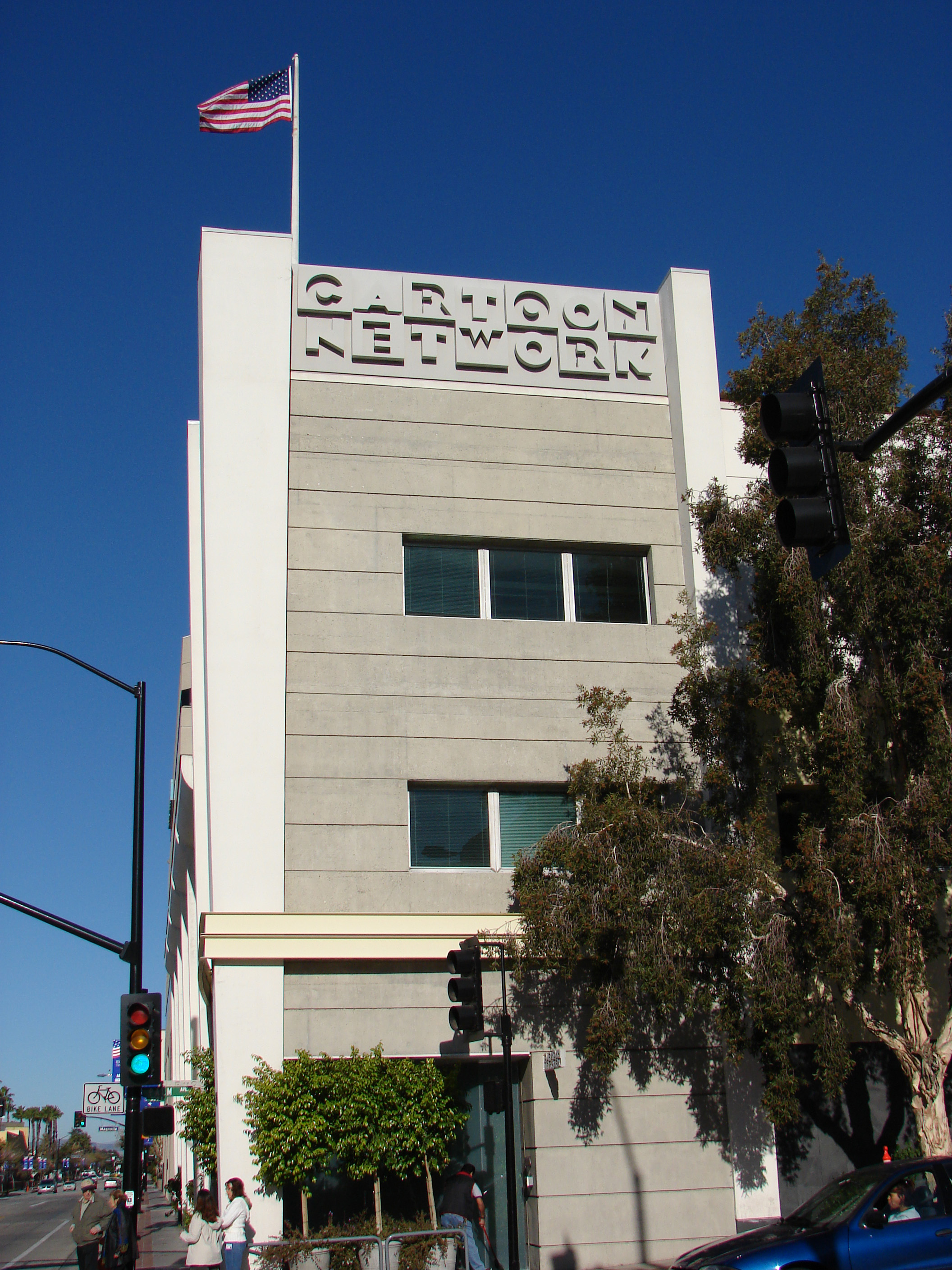
Fachada del edificio Cartoon Network Studios en 2007.

La serie se realizó con tres programas de la empresa Adobe: Illustrator, Macromedia Flash y After Effects. Hacerla de esta manera significó alejarse del modelo de producción acostumbrado en la animación estadounidense, en la que una gran parte del trabajo recaía en estudios ubicados en Corea. En cambio, la producción se manejó principalmente en el edificio de Cartoon Network Studios (en Burbank, California), donde se realizaba casi una mitad de los episodios, y el resto lo completaba el equipo de Boulder Media en Dublín, Irlanda. McCracken ejerció como director y productor ejecutivo, mientras que Mike Moon se desempeñaba como coproductor y director de arte junto con Robert Alvarez y Randy Myers. El equipo de guionistas incluía a Lauren Faust, Craig Lewis, Amy Rogers y al mismo creador como editor de historia. James L. Venable compuso las piezas musicales que acompañan al programa con instrumentos como piano y melotrón, a fin de conseguir el sonido ragtime «psicodélico» que McCracken deseaba.
De acuerdo con Moon, la idea de usar Flash para animar Foster's surgió durante el proceso de desarrollo, ya que el equipo quería obtener «apariencias más inusuales, mayor flexibilidad con los estilos y el tipo de diseños que pudiéramos animar». El valerse de tal programa permitía completar un episodio en apenas cuatro semanas y acortar así los costes de producción a un aproximado de 400 000 USD. Esto también dejaba más tiempo para dedicarle a los fondos de estilo victoriano y sus muchos detalles ornamentales, e incluso brindaba una paleta de colores más rica que en los dibujos hechos a mano. Si bien todo esto representaba un beneficio, el equipo aún debía trazar a los personajes en papel para después escanearlos. Craig Kellman, director de animación, le explicó a Animation World Network que Illustrator vectorizaba los dibujos automáticamente, de modo que, al importarlos a Flash, era posible mutarlos en distintas proporciones. La tecnología de Adobe también permitía reutilizar los mismos elementos de un personaje a conveniencia, siendo ejemplo la boca o una articulación. Por otro lado, implementar diferentes modalidades de pincel evitaba la «línea vectorial perfecta» que caracteriza a los gráficos conseguidos con Flash.

## Emisión
| «Es un poco agridulce. Todavía amo el programa y a los personajes, pero en la última temporada realmente estuvimos luchando por mantenerlo fresco y no repetirnos. Sin embargo, estoy increíblemente orgulloso de todo el trabajo que hicimos, incluso al final creo que tuvimos algunos episodios realmente sólidos y divertidos». —Craig McCracken sobre el final de Foster's en 2009. |

Foster's fue una de las cuatro series animadas en Flash que llegaron a Cartoon Network durante el transcurso de 2004, junto con Atomic Betty, ¡Mucha lucha! y Hi Hi Puffy AmiYumi. Aunque estuvo prevista para julio de ese año, debutó en Estados Unidos el 13 de agosto con un episodio triple titulado «House of Bloos», cuyo argumento detalla las circunstancias que condujeron a Bloo hasta el gran orfanato. Los episodios regulares se estrenaron cada viernes a las 18 h desde el día 20 del mismo mes, con repeticiones a las 22:30. Su éxito entre el público de dos a once años la convirtió en la serie más vista en el horario central de Cartoon Network. Veintiséis episodios adicionales se comisionaron casi tan pronto se registraron los buenos resultados de sus primeras emisiones, lo que elevó el número de aventuras a cincuenta y dos. Para marzo de 2005, el programa ya se emitía a través de Cartoon Network en Hispanoamérica y España.
Si bien «House of Bloos» supera en duración a un episodio regular, Good Wilt Hunting fue el primero en promocionarse como un telefilme de sesenta minutos. Su argumento sigue a Wilt en el viaje que emprende para reencontrarse con su creador, luego de que este faltara al pícnic organizado para reunir a los amigos imaginarios con sus dueños originales. Su estreno durante el Día de Acción de Gracias de 2006 captó la atención de diez millones de televidentes en la demografía principal del programa. El segundo telefilme, Destination: Imagination, muestra cómo Frankie, cansada de cumplir las labores que le impone Mr. Herriman, devela el contenido de un cofre se tenía prohibido abrir. Dentro descubre a un amigo imaginario que puede manifestarse como un universo entero, lo que desencadena una aventura fantástica para el grupo de protagonistas. Su estreno el 27 de noviembre de 2008 sirvió como remate para la quinta temporada.
Foster's también fue parte del evento Cartoon Network Invaded en mayo de 2007, con el estreno del episodio «Cheese A Go-Go», que tenía en común la temática de extraterrestres con cuatro series del canal (Ed, Edd n Eddy, My Gym Partner's a Monkey, Camp Lazlo y The Grim Adventures of Billy & Mandy
). Finalmente, el 3 de mayo de 2009 se emitió el maratón de seis horas «Adiós a Bloo», durante el cual se estrenaron los últimos cinco episodios de la serie. De tal manera, Foster's Home for Imaginary Friends selló su sexta temporada con un total de 79 episodios.
| Temporada | Temporada | Episodios | Emisión original     | Emisión original        |
| Temporada | Temporada | Episodios | Inicio               | Final                   |
| --------- | --------- | --------- | -------------------- | ----------------------- |
|           | 1         | 13        | 13 de agosto de 2004 | 22 de octubre de 2004   |
|           | 2         | 13        | 21 de enero de 2005  | 15 de julio de 2005     |
|           | 3         | 14        | 22 de julio de 2005  | 24 de marzo de 2006     |
|           | 4         | 13        | 28 de abril de 2006  | 23 de noviembre de 2006 |
|           | 5         | 13        | 4 de mayo de 2007    | 6 de marzo de 2008      |
|           | 6         | 13        | 13 de marzo de 2008  | 3 de mayo de 2009       |

## Reparto

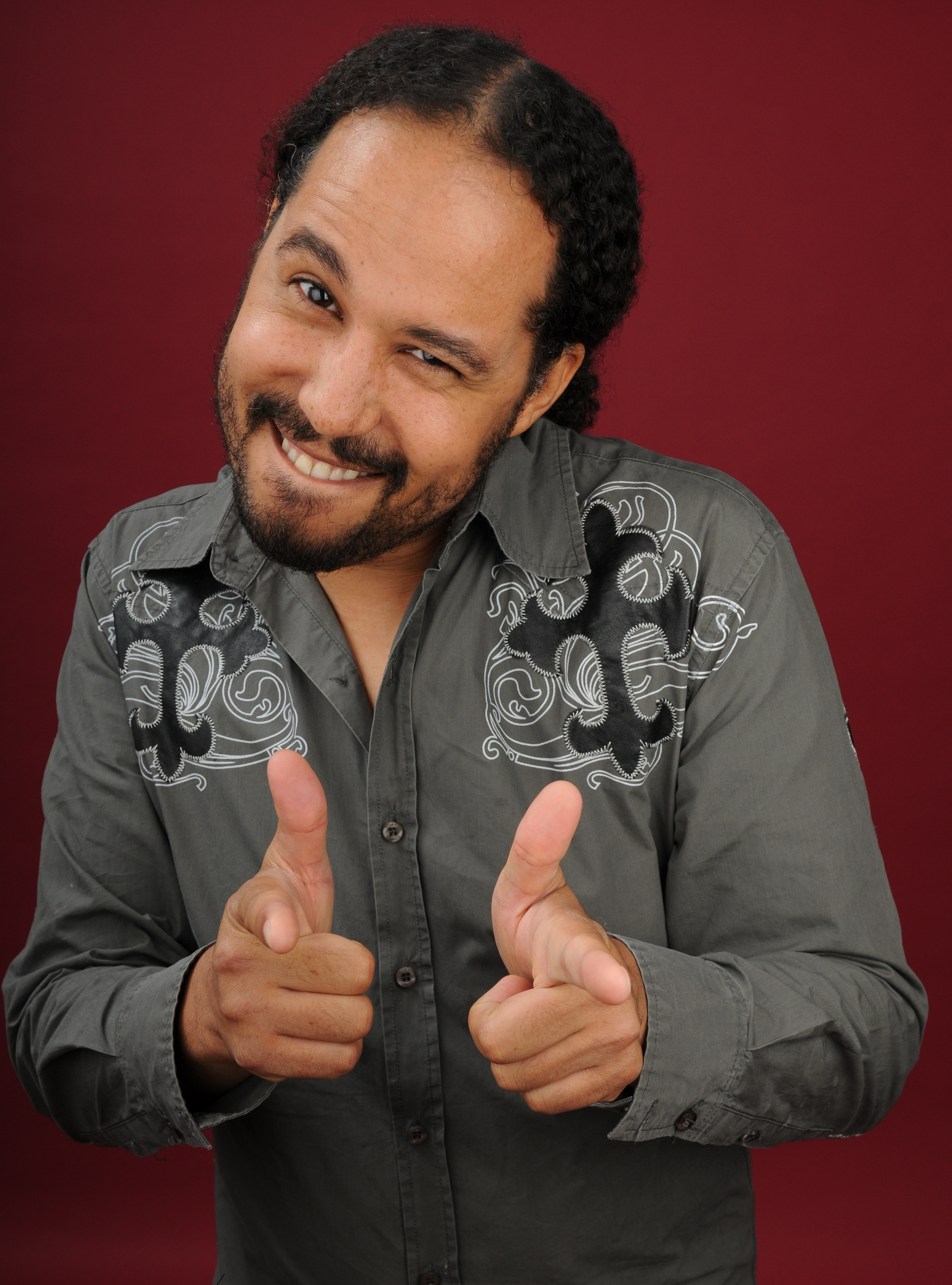
Keith Ferguson le brindó su voz al travieso Bloo.

En inglés, la serie cuenta con las actuaciones de Keith Ferguson (Bloo), Sean Marquette (Mac), Phil LaMarr (Wilt), Tom Kenny (Eduardo), Grey DeLisle (Frankie, Duchess y Goo), Candi Milo (Coco, Cheese y Madame Foster), Tom Kane (Mr. Herriman) y Tara Strong (Terrence). Marquette, a los dieciséis años, era conocido por sus papeles en series y películas y era relativamente nuevo en el mundo de la actuación de voz antes de interpretar a Mac. El resto ya eran miembros reconocidos del campo que habían asumido algún papel en The Powerpuff Girls. Craig McCracken comentó: «[Para el reparto de Foster's] buscábamos algo más que una voz divertida: queríamos a alguien que fuese un gran intérprete y encarnara al personaje y su espíritu». Sobre Bloo, declaró: «Fue el más difícil de encontrar [...] No quería una voz irritante o chillona, sino una de emoción inocente; alguien como Owen Wilson, que interpreta a los chicos malos encantadores [...] Muchas personas audicionaron sin éxito y, en el último día, Keith vino y dio en el clavo».
Para Hispanoamérica se conformó un elenco mexicano que quedó bajo la dirección Gabriel Gama en los estudios Candiani; lo integraba Claudio Velázquez (Mac), Noé Velázquez (Bloo), José Antonio Macías (Wilt, cuyo nombre adaptado es Wildo), Sebastián Llapur (Eduardo), Liliana Barba (Frankie), Rosanelda Aguirre (Madame Foster), Laura Torres (Duchess o Duquesa), Gabriel Ortiz (Terrence o Terrible), Rogelio Guerra (Mr. Herriman o Señor Conejo) y César Arias (en reemplazo al anterior). El doblaje de España se realizó en los estudios Soundtrack de Barcelona; incluye las actuaciones de Andrés Arahuete (Mac), Jonatan López (Bloo), Xavier Fernández (Wilt), Armando Carreras (Eduardo), María Luisa Roselló (Frankie), Lola Oria (Madame Foster), José Luis Campos (Señor Herriman), Víctor Martínez (Terrence) y Montse Roig (Duquesa).

## Derivados

### Promociones
A mediados de 2006 se colocaron vallas publicitarias que destacaban frases «desconcertantes» como «I pooted» y «I'm a hot toe picker» —asociadas con los personajes de Cheese y Bloo, respectivamente— en puntos como intersecciones e interestatales alrededor de veinticinco ciudades de Estados Unidos. Estas y otras señales similares estaban programadas para cambiar en tres semanas y revelar así las novedades en la programación de Cartoon Network. Una de las que rezaba «I pooted» (que se refiere a emitir una flatulencia) fue eliminada debido a las preocupaciones expresadas por un portavoz de la Universidad Estatal A&T de Carolina del Norte (en Greensboro), quien afirmó que aquella publicidad no combinaba con el propósito de su entidad y que algunas personas no entendían si estaba relacionada con ellos. Ambas partes involucradas llegaron a un acuerdo y la imagen problemática fue reemplazada por una con la frase «Shiny, shiny. Pretty, pretty» («Brillante, brillante. Linda, linda»), correspondiente al programa My Gym Partner's a Monkey.
Desde 2006 hasta 2008, una réplica de la mansión Foster recorrió el Desfile del día de Acción de Gracias de Macy's, un evento celebrado en Nueva York que se televisaba para el resto de Estados Unidos. La primera ocasión coincidió con el estreno de la película Good Wilt Hunting, que prometía presentar a los creadores de los amigos imaginarios más conocidos. La réplica de treinta pies de alto iba acompañada por figuras móviles de Bloo, Wilt, Eduardo, Cheese, Coco y Mr. Herriman, quienes cantaban alegremente al ritmo de «With a Little Help from My Friends», de The Beatles. Durante el recorrido de 2008, el cantante Rick Astley irrumpió entre los personajes para interpretar su éxito «Never Gonna Give You Up», que para entonces estaba relacionado con el fenómeno en línea del Rickrolling, consistente en engañar a internautas desprevenidos con enlaces al vídeo de la canción.

### Productos
Foster's también generó una gran variedad de mercancías, algunas de las cuales podían encontrarse en la tienda en línea de Cartoon Network, donde había camisetas, sets para jugar, peluches, accesorios y pósteres decorativos. Las cadenas de restaurantes Burger King y McDonald's ofrecieron juguetes de los personajes como parte de sus menús infantiles en dos ocasiones separadas, y la empresa Mattel adquirió en 2006 la licencia para fabricar muñecos y juegos de mesa inspirados en el programa. Algunas estatuillas y figuras de vinilo moldeadas a la imagen de los personajes se destinaron al mercado coleccionista. También existieron las adaptaciones al formato de historieta con el sello de DC Comics, incluidas desde el vigesimoquinto volumen de la serie Cartoon Network Block Party, que circuló desde 2004 hasta 2009. La venta de licencias dio lugar a la fabricación de joyería, pantuflas y decoraciones de habitación, las cuales llenaron los almacenes de Hot Topic durande la temporada navideña de 2007. Warner Home Video editó las primeras  tres temporadas en DVD entre septiembre de 2007 y noviembre de 2014; cada edición contiene audiocomentarios de los personajes y material que solía emitirse durante los cortes comerciales de Cartoon Network. Asimismo, en octubre de 2022 salió a la venta la caja recopilatoria de la serie entera en diez DVD, con el título Foster's Home for Imaginary Friends: The Complete Series.

### Videojuegos
Se produjeron dos videojuegos basados en Foster's para videoconsolas portátiles. El primero, desarrollado por Collision Studios y distribuido por Crave Entertainment, se llama igual que la serie y salió al mercado el 17 de octubre de 2006 para Game Boy Advance. Su jugador controla a Mac o a Bloo, quienes gozan de habilidades distintas y deben recoger los artículos necesarios para cumplir las misiones o triunfar en los distintos minijuegos. A lo largo de esta aventura, ambos exploran el orfanato de Foster, interactúan con personajes regulares del programa y enfrentan a antagonistas como Terrence o Duchess.
El segundo videojuego, Foster's Home for Imaginary Friends: Imagination Invaders, se lanzó el 12 de noviembre de 2007 para Nintendo DS. Desarrollado por Sensory Sweep y distribuido por Midway, el juego presenta gráficos tridimensionales y nuevamente ocurre dentro de la mansión para amigos imaginarios. En él se controla a Bloo, quien se dedica a explorar lugares y completar misiones mientras intenta vencer a una raza de falsos alienígenas conocidos como «Space Nut Boogies». A través de distintas tareas secundarias, el jugador se defiende con escupitajos y se encuentra con personajes como Mac, Cheese o Goo.
Para teléfonos móviles con la plataforma Java ME, Macrospace desarrolló Foster's Home for Imaginary Friends: Balloon Bonanza (2005), en el que Terrence enjaula a varios amigos imaginarios durante el cumpleaños de Bloo y los sitúa en distintas partes de la mansión. Para liberarlos, Bloo y Mac se elevan por el lugar con globos de helio y corren el peligro de caer a causa de algún obstáculo, a la par que colectan caramelos y rompen bloques con la ayuda de un ataque especial. En 2009, GlobalFun publicó el juego móvil Cheese Phone Home a raíz de una alianza exclusiva con Turner Broadcasting System en América Latina. Este consiste en velar por el personaje de Cheese; mantenerlo entretenido, alimentado y observar sus actividades, o de lo contrario empezará a quejarse. Bloo y Coco intervienen ocasionalmente y el jugador dispone de tres minijuegos.
En mayo de 2006, CartoonNetwork.com presentó un videojuego en línea titulado Big Fat Awesome House Party, que permitía la creación de un amigo imaginario que pudiera vivir aventuras en un entorno simulador del orfanato y sus distintas tareas diarias. Con más de 900 000 combinaciones disponibles para la creación de avatares, los jugadores podían hacerle favores a otros residentes, lo que daba lugar a ciertas misiones, minijuegos, recolecciones de ítems o alguna peripecia en compañía de Bloo. Como extra, el personaje podía resultar escogido para aparecer en un episodio del programa. Con todo, el juego prometía una experiencia que debía durar un año, pero la respuesta entusiasta de los usuarios hizo que se prolongara por seis meses. Para entonces, más de 13 millones de personas se habían unido a la plataforma.

## Recepción
Foster's Home for Imaginary Friends generó opiniones positivas en los medios especializados. A su estreno en agosto de 2004 le precedió una reseña publicada en el periódico The New York Times, en la que Anita Gates afirmaba que la serie «promete ser un admirable relato sobre la lealtad» que provee un método para el aprendizaje «basado en el entretenimiento» y un «contagioso sentido de la diversión». Diane Wertz del diario Newsday dijo que en ella no solo se cuentan historias a buen ritmo, sino que cada uno de sus encuadres se convierte en un «deleite sensorial» gracias a la diversidad de personajes que se entremezclan con un entorno de «extravagantes combinaciones de colores y extraña arquitectura». Según la reseña del diario Página/12, se trata de «un programa infantil —y no tanto— sobre el principio del fin de la infancia», que para su tiempo era «lo mejor de lo nuevo».
En Common Sense Media, Joly Herman fue menos entusiasta al decir que el programa le envía «mensajes confusos» a los niños que aún no aprenden a diferenciar entre lo real y lo imaginario. Su examen menciona que, aunque la premisa de la serie es «dulce», los personajes principales a menudo rompen las reglas y pelean contra «el inocente y vulnerable», por lo que emitió una calificación de dos estrellas sobre cinco. Por el contrario, Pablo Gorlero del diario La Nación afirmó que Foster's es «muy recomendable» para aquellos entre la edad de cuatro y ocho años, pues en ella se rescatan «los valores de la amistad [y de] ser diferente»; también resaltó aspectos como el uso de la perspectiva, el «aire entre gótico y rococó» de la mansión y el conjunto de personajes que lucen «como dibujos realizados por niños». Mike Pinsky, un comentarista de DVD Verdict, opinó que la escritura de los episodios es «precisa y divertida», y el diseño de arte «lo suficientemente inventivo» para mirar la serie sin sonido.
El experto en animación Giannalberto Bendazzi aseguró que McCracken diseñó un mundo «surrealista y poético», mientras que Comic Book Resources, en un breve comentario, afirmó que Foster's «es el tipo de caricatura optimista y alegre que funciona para cualquier generación». El equipo de Entertainment Weekly la calificó en 2016 como una de las mejores series de Cartoon Network y mencionó que una parte importante de lo que vuelve divertida a esta ficción proviene de su escenario «mágico-realista» que «equilibra efectivamente una estrafalaria sensibilidad con personajes que genuinamente aprendes a querer». Asimismo, los editores de IGN la colocaron en el octagésimo quinto puesto de su listado sobre las cien mejores series animadas. Aunque argumentaron que casi todos los personajes son «fastidiosos» y Bloo «sistemáticamente despoja a los demás de su cordura», concluyeron que «la gran alegría de Foster's» es que en ella «nada es malicioso», pues es «muy divertida y entrañable» hasta cuando todos experimentan lapsos de descontrol. Opinión similar tuvo David Cornelius de DVD Talk, quien aseguró que el personaje de Cheese es «gracioso solamente en dosis pequeñas», pero no impide que el programa sea «absolutamente perfecto».

## Premios y nominaciones

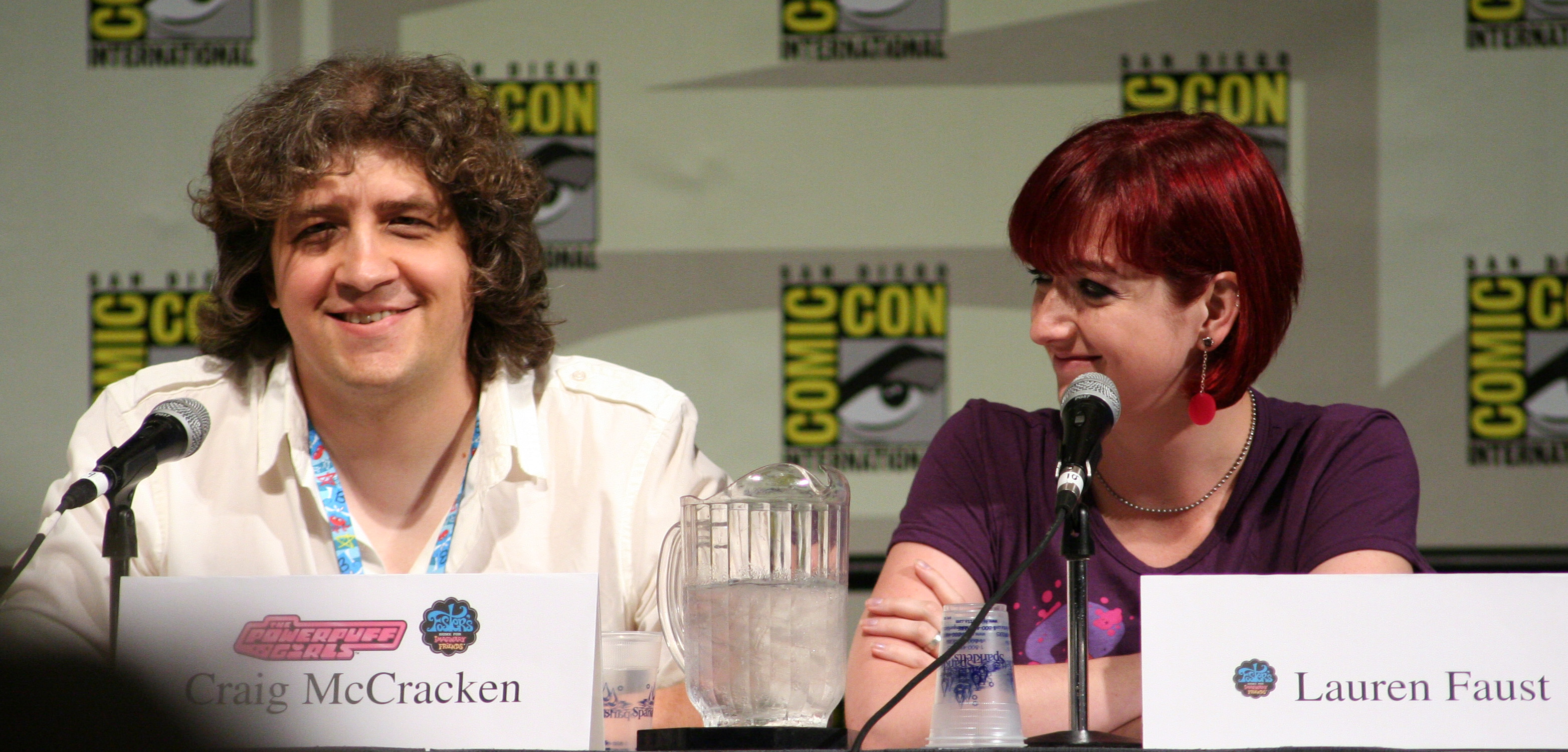
Craig McCracken y Lauren Faust fueron nominados a los premios Annie y Emmy por sus diferentes labores en Foster's.

A lo largo de su emisión, la serie recibió numerosas nominaciones a los premios Annie y Emmy, a los cuales se hizo acreedora en más de una ocasión, ya fuese como una producción sobresaliente en el ámbito de la animación televisiva o por el trabajo individual de las personas que la hicieron posible. Esto incluye una estatuilla otorgada por la Academia de Artes y Ciencias de la Televisión al mejor diseño de fondos (por Good Wilt Hunting) y otra a la programación animada destacada de una hora o más (por Destination: Imagination).
Del mismo modo, la Sociedad Nacional de Caricaturistas de Estados Unidos galardonó a Craig McCracken con un premio Reuben en mayo de 2007, mientras que el episodio «Squeeze the Day» ganó como «mejor animación televisiva para niños» en el Festival Internacional de Animación de Ottawa. Foster's y Bloo obtuvieron un premio Pulcinella en el festival Cartoons on the Bay de 2005, como «mejor serie televisiva para todas las edades» y «mejor personaje del año», respectivamente. En 2006, la Asociación de Críticos de Televisión la nominó a una de sus estatuillas en la categoría del «logro sobresaliente en programación infantil», pero el reconocimiento se le entregó al telefilme High School Musical.
| Premios Annie | Premios Annie                                                                     | Premios Annie | Premios Annie                                      | Premios Annie | Premios Annie   |
| Año           | Categoría                                                                         | Nominado | Episodio                                           | Resultado     | Ref.            |
| ------------- | --------------------------------------------------------------------------------- | --- | -------------------------------------------------- | ------------- | --------------- |
| 2004          | Mejor producción animada para televisión                                          | Foster's Home for Imaginary Friends | —                                                  | Nominada      | [ 108 ]         |
| 2004          | Mejor diseño de personajes en una producción animada de televisión                | Lynne Naylor | «House of Bloo's»                                  | Nominada      | [ 108 ]         |
| 2004          | Mejor dirección en una producción animada de televisión                           | Eric Pringle | «Who Let the Dogs In»                              | Nominado      | [ 108 ]         |
| 2004          | Mejor guion en una producción animada de televisión                               | Lauren Faust | «World Wide Wabbit»                                | Nominada      | [ 108 ]         |
| 2005          | Mejor música en una producción animada de televisión                              | James L. Venable y Jennifer Kes Remington | «Duchess of Wails»                                 | Ganadores     | [ 109 ]         |
| 2005          | Mejor diseño de producción en una producción animada de televisión                | Mike Moon, Craig McCracken, Dave Dunnet y Martin Ansolabehere | «A Lost Claus»                                     | Ganadores     | [ 109 ]         |
| 2005          | Mejor producción animada para televisión                                          | Foster's Home for Imaginary Friends | —                                                  | Nominada      | [ 109 ]         |
| 2005          | Mejor diseño de personajes en una producción animada de televisión                | Shannon Tindle | «Go Goo Go»                                        | Nominada      | [ 109 ]         |
| 2005          | Mejor dirección en una producción animada de televisión                           | Craig McCracken | «Duchess of Wails»                                 | Nominado      | [ 109 ]         |
| 2006          | Mejor producción animada para televisión                                          | Foster's Home for Imaginary Friends | —                                                  | Ganadora      | [ 110 ]         |
| 2006          | Mejor música en una producción animada de televisión                              | James L. Venable y Jennifer Kes Remington | «One False Movie»                                  | Ganadores     | [ 110 ]         |
| 2006          | Mejor diseño de producción en una producción animada de televisión                | Martin Ansolabehere | Good Wilt Hunting                                  | Ganador       | [ 110 ]         |
| 2006          | Mejor dirección en una producción animada de televisión                           | Craig McCracken | «Bus the Two of Us»                                | Nominado      | [ 110 ]         |
| 2006          | Mejor actuación de voz en una producción animada de televisión                    | Keith Ferguson (como Bloo) | «Squeeze the Day»                                  | Nominado      | [ 110 ]         |
| 2007          | Mejor música en una producción animada de televisión                              | James L. Venable y Jennifer Kes Remington | «The Bloo Superdude and the Magic Potato of Power» | Nominados     | [ 111 ]         |
| 2008          | Mejor producción animada de televisión para niños                                 | Foster's Home for Imaginary Friends | Destination: Imagination                           | Nominada      | [ 112 ]         |
| 2008          | Mejor diseño de personajes en una producción animada de televisión o cortometraje | Ben Balistreri | «Mondo Coco»                                       | Nominado      | [ 112 ]         |
| 2008          | Mejor dirección en una producción animada de televisión o en formato corto        | Craig McCracken y Rob Renzetti | Destination: Imagination                           | Nominados     | [ 112 ]         |
| 2009          | Mejor diseño de producción en una producción televisiva                           | Janice Kubo | —                                                  | Nominada      | [ 113 ]         |
| 2009          | Mejor diseño de personajes en una producción televisiva                           | Ben Balistreri | —                                                  | Nominado      | [ 113 ]         |
| Premios Emmy  |                                                                                   | |                                                    |               |                 |
| Año           | Categoría                                                                         | Nominado | Episodio                                           | Resultado     | Ref.            |
| 2005          | Logro individual destacado en animación                                           | Ed Baker (guiones gráficos) | «World Wide Wabbit»                                | Ganador       | [ 114 ] [ 115 ] |
| 2005          | Logro individual destacado en animación                                           | Craig McCracken (diseño de personajes) | «House of Bloo's»                                  | Ganador       | [ 114 ] [ 115 ] |
| 2005          | Logro individual destacado en animación                                           | Mike Moon (dirección de arte) | «House of Bloo's»                                  | Ganador       | [ 114 ] [ 115 ] |
| 2005          | Tema musical principal destacado                                                  | James L. Venable | —                                                  | Nominado      | [ 114 ] [ 115 ] |
| 2006          | Logro individual destacado en animación                                           | Shannon Tindle (diseño de personajes) | «Go Goo Go»                                        | Ganadora      | [ 114 ]         |
| 2006          | Programa animado destacado de menos de una hora                                   | Craig McCracken, Brian A. Miller, Lauren Faust, Jennifer Pelphrey, Vince Aniceto, Robert Alvarez y Eric Pringle                                                                                               | Foster's Home for Imaginary Friends                | Nominados     | [ 114 ]         |
| 2007          | Logro individual destacado en animación                                           | Dave Dunnet (diseño de fondos) | Good Wilt Hunting                                  | Ganador       | [ 116 ] [ 8 ]   |
| 2007          | Programa animado destacado de una hora o más                                      | Craig McCracken, Brian A. Miller, Jennifer Pelphrey, Lauren Faust, Vince Aniceto, Michelle Papandrew, Darrick Bachman, Craig Lewis, Robert Alvarez, Eric Pringle y Robert Cullen                              | Good Wilt Hunting                                  | Nominados     | [ 116 ] [ 8 ]   |
| 2008          | Logro individual destacado en animación                                           | Ben Balistreri (diseño de personajes) | «Mondo Coco»                                       | Ganador       | [ 114 ]         |
| 2009          | Programa animado destacado de una hora o más                                      | Craig McCracken, Brian Miller, Jennifer Pelphrey, Ryan Slater, Michelle Papandrew, Lauren Faust, Tim McKeon, Darrick Bachman, Ed Baker, Vaughn Tada, Alex Kirwan, Rob Renzetti, Robert Alvarez y Eric Pringle | Destination: Imagination                           | Ganadores     | [ 9 ]           |